# Kool du Caux
Kool du Caux (1998-2016) est un cheval de course français, né en Seine-Maritime, qui participe aux courses de trot.
Élevé par François Bouelle, il appartient à Jacques Villetorte et Jacques Liut. Il est entraîné par Fabrice Souloy et drivé par Jean-Michel Bazire, Franck Nivard ou Joseph Verbeeck.

## Carrière de courses
De robe bai, il mesure 1,60 mètre au garrot. Il obtient sa qualification le 8 septembre 2000 à Grosbois en 1'22"8, avant d'effectuer sa première course à Chartres, le 11 mars 2001. Après un début de carrière relativement discret (aucune place dans les différents critériums de jeunes), il se révèle sur le tard, notamment au cours de l'année 2006 et surtout 2007. Adepte des parcours de vitesse, il obtient ses meilleurs succès sur les courtes distances (1 600 à 2 100 mètres). Après une belle deuxième place dans le Prix d'Amérique d'Offshore Dream, il remporte le Prix de France 2007, en battant le record de la piste de Vincennes avec une réduction kilométrique de 1'09"8 - record qui tiendra jusqu'en 2020 et les 1'09"4 de Face Time Bourbon. Participant aux épreuves du Grand Circuit européen, il se rend en Scandinavie pour disputer quelques grandes épreuves, notamment l'Elitloppet. En dépit d'une qualification pour la finale, il se met à la faute dans cette grande épreuve. Quelques jours plus tard, il se reprend bien en remportant la Copenhague Cup. De retour à Vincennes, il s'impose dans le Prix René Ballière, avant de partir en Norvège où il accroche la 3e place dans le Forus Open. Il fait son retour à la compétition dans le Prix de Bretagne 2007 qu'il remporte facilement, à la surprise générale (cote supérieure à 30/1). Sa préparation vers l'Amérique est perturbée par des blessures, et même s'il termine 2e du Prix de Bourgogne 2007, il est loin de son meilleur niveau. C'est donc au courage qu'il obtient une valeureuse 4e place dans le Prix d'Amérique 2008. C'est sa dernière sortie du meeting d'hiver, son entourage préférant le soigner, avec l'espoir d'un éventuel retour avant la fin de l'année 2008 qui marque sa dernière année de compétition en France, puisqu'il est désormais âgé de 10 ans. Il se retire au Haras de Ginai pour se consacrer à la reproduction.

## Palmarès
France
- Prix de France (2007)
- Prix René Ballière (2007)
- Prix du Plateau de Gravelle (2006)
- Prix de Bretagne (2007)
- 2e Prix d'Amérique (2007)
- 2e Grand critérium de vitesse de la Côte d'Azur (2006)
- 2e Prix de Bourgogne (2007)
- 3e Prix de Bourgogne (2006)

 Danemark
- Copenhague Cup (2007)

 Italie
- Grand Prix UNIRE (2006)

 Finlande
- 3e Finlandia Ajo (2006)

 Norvège
- 2e Oslo Grand Prix (2006)
- 3e Forus Open (2007)

## Origines
| Origines de Kool du Caux | Origines de Kool du Caux | Origines de Kool du Caux | Origines de Kool du Caux |
| ------------------------ | ------------------------ | ------------------------ | ------------------------ |
| Père Bijou du Bignon     | Rainbow Runner           | Fakir du Vivier          | Sabi Pas                 |
| Père Bijou du Bignon     | Rainbow Runner           | Fakir du Vivier          | Ua Uka                   |
| Père Bijou du Bignon     | Rainbow Runner           | Kravotte                 | Caprior                  |
| Père Bijou du Bignon     | Rainbow Runner           | Kravotte                 | Siva D                   |
| Père Bijou du Bignon     | Dany Kov                 | Raskolnikov Z            | Incognito                |
| Père Bijou du Bignon     | Dany Kov                 | Raskolnikov Z            | Frou Frou                |
| Père Bijou du Bignon     | Dany Kov                 | Silene P                 | Haut Medoc L B           |
| Père Bijou du Bignon     | Dany Kov                 | Silene P                 | Jolie Fleur II           |
| Mère Venus de la Bonde   | James Pile               | Amiral Williams          | Jokai                    |
| Mère Venus de la Bonde   | James Pile               | Amiral Williams          | Houpe Williams           |
| Mère Venus de la Bonde   | James Pile               | Ta Pile                  | Abner                    |
| Mère Venus de la Bonde   | James Pile               | Ta Pile                  | Chere Pile               |
| Mère Venus de la Bonde   | Ines de la Noe           | Saint Malo               | Hermes D                 |
| Mère Venus de la Bonde   | Ines de la Noe           | Saint Malo               | Badiane                  |
| Mère Venus de la Bonde   | Ines de la Noe           | Valkyrie L               | Idaho D                  |
| Mère Venus de la Bonde   | Ines de la Noe           | Valkyrie L               | Mirontaine               |